# Lisbet Jakobsen
Lisbet Jakobsen (ur. 21 stycznia 1987 w Nexø) – duńska wioślarka.

## Osiągnięcia
- Mistrzostwa Świata Juniorów – Brandenburg 2005 – czwórka podwójna – 9. miejsce[1].
- Mistrzostwa Europy – Poznań 2007 – dwójka podwójna – 6. miejsce[1].
- Mistrzostwa Świata – Linz 2008 – czwórka bez sternika – 3. miejsce[1].
- Mistrzostwa Świata U-23 – Račice 2009 – jedynka – 9. miejsce[1].
- Mistrzostwa Europy – Montemor-o-Velho 2010 – dwójka podwójna – 8. miejsce[1].